# Deutscher Filmpreis/Beste Nachwuchsdarstellerin
Gewinnerinnen des Deutschen Filmpreises in der Kategorie Beste Nachwuchsdarstellerin. Die Kategorie wurde 1952 und zuletzt im Jahr 1989 (damalige Bezeichnung: Darstellerische Nachwuchsleistungen) ausgelobt.
| Jahr       | Preisträger            | Filmtitel                                          | Preis                |
| ---------- | ---------------------- | -------------------------------------------------- | -------------------- |
| 1952       | Gardy Granass          | Heidelberger Romanze                               | Goldene Dose         |
| 1952       | Gertrud Kückelmann     | Rausch einer Nacht                                 | Goldene Dose         |
| 1953       | Barbara Rütting        | Postlagernd Turteltaube Die Spur führt nach Berlin | Filmband in Gold     |
| 1954– 1955 | Preis nicht vergeben   | Preis nicht vergeben                               | Preis nicht vergeben |
| 1956       | Eva Kotthaus           | Himmel ohne Sterne                                 | Filmband in Silber   |
| 1957– 1959 | Preis nicht vergeben   | Preis nicht vergeben                               | Preis nicht vergeben |
| 1960       | Cordula Trantow        | Die Brücke                                         | Filmband in Gold     |
| 1961       | Preis nicht vergeben   | Preis nicht vergeben                               | Preis nicht vergeben |
| 1962       | Loni von Friedl        | Die Schatten werden länger Zwei unter Millionen    | Filmband in Gold     |
| 1963– 1966 | Preis nicht vergeben   | Preis nicht vergeben                               | Preis nicht vergeben |
| 1967       | Helga Anders           | Mädchen, Mädchen                                   | Filmband in Gold     |
| 1968       | Gila von Weitershausen | Engelchen oder Die Jungfrau von Bamberg            | Filmband in Gold     |
| 1969       | Renate Roland          | Bübchen                                            | Filmband in Gold     |
| 1970       | Renate Morel           | Interview                                          | Filmband in Gold     |
| 1971       | Eva Mattes             | Mathias Kneißl o.k.                                | Filmband in Gold     |
| 1972– 1988 | Preis nicht vergeben   | Preis nicht vergeben                               | Preis nicht vergeben |
| 1989       | Ayşe Romey             | Yasemin                                            | Filmband in Gold     |
| 1989       | Dana Vávrová           | Herbstmilch                                        | Filmband in Gold     |